# Кемпейтай
Корпус безпеки (правопорядку) Сухопутних військ Імперської Японії 憲兵隊(яп. Кемпейтай)  — служба безпеки Сухопутних військ Імператорської Японії в період 1881—1945 рр. Була організована за зразком військової поліції Сухопутних військ Великої Британії та військової жандармерії Сухопутних військ Франції.

## Цілі і завдання
До завдань Служби безпеки (правопорядку) Сухопутних військ Імператорської Японії входили:
- підтримання правопорядку і дисципліни в частинах і підрозділах
- безпеку гарнізонів і контррозвідка в частинах
- запобігання та розслідування злочинів щодо військовослужбовців Сухопутних військ
- охорона об'єктів Сухопутних військ
- охорона урядових об'єктів
- охорона тилових районів експедиційних з'єднань і частин Сухопутних військ
- контроль на пунктах збору військовослужбовців
- охорона і перевезення військовополонених
- підтримання громадського правопорядку та законності
- ведення призовного обліку в зоні відповідальності
- військова цензура.

## Історія
Створення служби безпеки Сухопутних військ переслідувало як посилення дисципліни та запобігання тероризму в військах, а також в якості противаги цивільної поліції Міністерства внутрішніх справ, де були сильні прихильники сепаратизму. Первинне найменування Корпусу військової поліції Сухопутних військ передбачалося, як «Кейхейтай», але врешті-решт було запропоновано найменування «Кемпейтай».
Особовий склад служби безпеки Сухопутних військ частково набирався із співробітників Міністерства внутрішніх справ. Цивільні поліцейські склали приблизно половину першого складу токійського гарнізону Корпусу (800 з 1,6 тис. чол), офіцерський склад на дві третини становили співробітники поліції. У військову поліцію переводилися насамперед співробітники, що зайняли урядову сторону в громадянській війні 1877 р. Крім того, весь наявний на той момент в цивільній поліції Міністерства внутрішніх справ арсенал вогнепальної зброї передавався поліції Сухопутних військ.
У зв'язку з формуванням Корпусу безпеки Сухопутних військ Головне управління поліції МВС скоротило склад столичної патрульно-постової служби вдвічі (з 60 тис. В 1875 р до 30 тис. В 1882 р). Крім столичного гарнізону, військова поліція активно використовувалася серед військових поселенців на о. Хоккайдо, де цивільна поліція не справлялася з підтриманням порядку з огляду на малу чисельність.